# المجمع المغلق مايو 1555
المجمع المغلق مايو 1555 هو المجمع الموكول بانتخاب بابا الكنيسة الكاثوليكية الجديد بعد استقالة البابا. انعقد مجمع الكرادلة لانتخاب البابا الجديد بدءًا من
15 مايو 1555 وانتهى في 23 مايو 1555. انتُخبَ بولس الرابع ليكون البابا الجديد للكنيسة.
عُقدَ المجمع في الفاتيكان .